# Jacqueline Schaeffer
Pour les articles homonymes, voir Jac Schaeffer et Schaeffer.
Jacqueline Schaeffer est une psychanalyste française. Elle a consacré une grande partie de ses travaux à la question de la différence des sexes et du féminin.

## Biographie
Fille de l'ingénieur polytechnicien et entomologiste Melchior de Lisle et de l'organiste Christiane Frommer, elle a grandi en Afrique, au Cameroun et au Sénégal. En 1962, elle épouse Pierre Schaeffer, chercheur, écrivain, musicien et théoricien de la communication, fondateur de la musique concrète, et du service de la recherche de la radio-télévision française en 1960. Ils ont une fille, Justine.
Psychologue, psychanalyste membre honoraire de la Société psychanalytique de Paris, Jacqueline Schaeffer a été membre du comité de rédaction de la Revue française de psychanalyse de 1988 à 1997, et directrice adjointe de la collection Débats de psychanalyse, de 1995 à 2000.
Elle a été formatrice en psychanalyse d’adultes à l’Institut de psychanalyse de Paris, et en psychanalyse d’enfants et d’adolescents à la Guidance infantile Pierre Mâle, à l’hôpital Sainte-Anne, à Paris.
Elle est chargée des relations avec les associations analytiques pour l'Observatoire de la petite sirène.

## Travaux
Jacqueline Schaeffer a travaillé sur l'hystérie et elle « a consacré une grande partie de ses travaux à la question de la différence des sexes et du féminin ». Elle invite ainsi à ne pas confondre inégalité et différence des sexes.
En partant de Freud, elle  développe une théorie de la libido pour rendre compte de l'hystérie et du développement de la féminité. Pour J. Schaeffer, c'est l'hystérie de conversion qui est « à l'origine de la découverte de la psychanalyse en tant que méthode de compréhension psychopathologique et de traitement ». Selon Litza Guttieres-Green, avec « Le rubis a horreur du rouge » (Colloque de Deauville, 1985), « elle a situé à l’origine de l’hystérie, l’explosion dans le corps pubère, de la sexualité adulte qui agit comme un trauma et entraîne une désorganisation ». En raison de son incapacité à contenir et à représenter cette « explosion » d'une sexualité d'adulte au moment de la puberté, le sujet tente en effet « de s’en débarrasser en la rejetant hors psychisme (dans l’action, le corps) et surtout dans le corps de l’autre, tout en se vivant comme la victime d’un désir qui viendrait de l’extérieur ».
Dans sa postface au livre de Jacqueline Schaeffer Le refus du féminin, René Roussillon considère que l'ouvrage est devenu à présent un « classique » de la littérature psychanalytique, en raison  de « ses thèses  originales,  novatrices, engagées » au sein du débat toujours actuel sur la sexualité humaine. Alors que chez Freud, le modèle de la sexualité est dans la majeure partie de son œuvre celui de l'orgasme masculin et que le féminin reste presque jusqu'à la fin  l'énigmatique « continent noir », R. Roussillon  relève que justement le traitement de la question du féminin par J. Schaeffer est un « point essentiel et novateur ». Freud ne commence d'ouvrir résolument un autre modèle pour le féminin  qu'après 1930, c'est-à-dire après le tournant de 1920 et l'intégration de la question du narcissisme : ainsi donc, si « le modèle explicite et implicite de l’exploration du féminin est chez J. Schaeffer principalement  celui  de l’hystérie », R. Roussillon pense que « l’exploration du narcissisme est aussi l’un de ses horizons, mais en lien avec des formes de sexualité, les comportements dits “pervers”, qui témoignent  d’un  reliquat  de  blessure  narcissique primaire amalgamé à échec devant la différence des sexes ».

## Distinctions
- 1987 : prix Maurice Bouvet pour son article « Le rubis a horreur du rouge : relation et contre-investissement hystériques », Revue française de psychanalyse, 50 (3) : 923-944, 1986[14],[15].

## Publications

### Ouvrages et directions d'ouvrages
- Le refus du féminin : la Sphinge et son âme en peine  (postface René Roussillon), Paris, Presses universitaires de France, coll. « Quadrige », 2022 (1re éd. 1997), 310 p. (ISBN 978-2-13-062437-0, lire en ligne)
- 'The Universal Refusal (A Psychoanalytic Exploration of the Feminine Sphere and its Repudiation, London, Karnac Books Ltd, trad. D.Alcorn, 2011. (dir.)
- Qu'est la sexualité devenue ? De Freud à aujourd'hui, In Press, 2019  (ISBN 978-2-84835-516-0) (dir.)
- Devenir psychanalyste, avec Paul Denis, PUF, 2001  (ISBN 978-2130516972)
- Le féminin. Un sexe autre, collection "Psy pour tous", In Press, 2022  (ISBN 978-2-84835-796-6)

### Contributions d'ouvrages (choix)
- (coll.) Clés pour le féminin. Femme, mère, amante et fille, Débats de psychanalyse, Paris, PUF, 1999.
- (coll.) Hystérie, Monographies de Psychanalyse, Paris, PUF, 2000.
- (coll.) La vie amoureuse, Débats de Psychanalyse, Paris, PUF, 2001.
- (coll.) La ménopause. Regards croisés entre gynécologues et psychanalystes, Erès, 2004
- (coll.) Interdits et tabous, Monographies et Débats de Psychanalyse, Paris, PUF, 2006.
- (coll.) Transgression, Monographies et débats de psychanalyse, Paris, PUF, 2009
- (coll.) Femmes, Le coq-héron, Eres, 2016
- (coll.) Penser le sexuel II, Figures de la psychanalyse, Logos-Anankè, Eres, 2018
- (coll.) La Crise des repères identitaires – Race, sexe, genre, dir. Céline Masson, Hermann, 2022

### Articles (choix)
- "Quel retour d'âge ? Début de la fin ou fin du début ? », Revue française de psychanalyse, Les pulsions au milieu de la vie, t. LXIX, 4/2005, Paris,  PUF.
- "Le fil rouge du sang de la femme », Champ psychosomatique , Le sang des femmes, Erès, 2005.
- « Cent ans après les Trois essais, que reste-t-il des trois scandales ? », Revue française de psychanalyse, 2008/3 (Vol. 72), p. 761-776. DOI : 10.3917/rfp.723.0761. [lire en ligne]
- « Les portes des mères », Revue française de psychanalyse, Le maternel, no 5, T.LXXV, Paris, PUF, 2011
- « Hystérie : le risque du féminin », dans Figures de la psychanalyse, 2014/1 (no 27), p. 55-67. DOI : 10.3917/fp.027.0055. [lire en ligne]
- « Le tabou de la frigidité. Le silence des alcôves », Revue française de psychanalyse, Impuissance et frigidité, no 1, T. LXXVI, Paris, PUF, 2012.
- « Le risque de la perte. Angoisses et dépression au féminin », Monographies et Débats de Psychanalyse, La sexualité féminine, Paris, PUF., 2013.
- « Du non-père de la horde au père amant et au père œdipien », Revue française de psychanalyse, Le Paternel, no 5, T. LXXVII, spécial, 2013
- « La nuit des Mères Ombre de l’homosexualité féminine », Revue française de psychanalyse, 2015/3 (Vol. 79), p. 735-748. DOI : 10.3917/rfp.793.0735. [lire en ligne]
- « Au-delà du phallique : le féminin », Le Coq-héron, 2016/3 (no 226), p. 85-96. DOI : 10.3917/cohe.226.0085. [lire en ligne]
- « Amour, passion et emprise sexuelle [1] », Figures de la psychanalyse, 2018/2 (no 36), p. 13-24. DOI : 10.3917/fp.036.0013. [lire en ligne].
- "L'avenir des confusions", Crise des repères identitaires. Race, sexe, genre, Hermann, 2022.

## Polémique à propos de l'inceste paternel
Jacqueline Schaeffer est interviewée dans le documentaire à charge de Sophie Robert contre la psychanalyse, Le Phallus et le Néant (2019), suite du Mur sorti en 2011. Elle déclare que « L’inceste paternel, ça fait pas tellement de dégâts, ça rend des filles un peu débiles, mais l’inceste maternel, ça fait de la psychose, c’est-à-dire, c’est la folie ». Peu après l'avant-première du documentaire, elle l'attaque en référé pour retirer la phrase du film,,, mais est déboutée le 11 janvier 2019, par le tribunal de grande instance de Paris. En 2021, dans  Marianne, la réalisatrice interprète ces propos comme une moquerie de l'effet de sidération subi par les femmes victimes d'inceste.
La psychiatre Loriane Brunessaux s'étonne cependant que dans Le Mur, « film de propagande », dont elle désapprouve le manque de rigueur et la malhonnêteté,, la psychanalyste soit interviewée : « Jacqueline Schaeffer se fait piéger sur la question de l’inceste », alors même qu'à l'instar du professeur Daniel Widlöcher, elle ne travaille pas spécialement avec des personnes autistes,.
Dans Crise des repères identitaires. Race, sexe, genre, Jacqueline Schaeffer, revenant sur ce sujet, écrit : " Doit-on différencier un inceste paternel d’un inceste maternel ? Un inceste paternel ne met pas en péril la structure mentale des enfants abusés. Il bouscule les repères et les acquis de l’organisation œdipienne, ceux des identifications, des différenciations et du surmoi. Il crée une confusion qui peut aller jusqu’à une amnésie traumatique, ruinant la capacité des traces mnésiques à se transformer en souvenirs. Les dégâts inquiètent plus particulièrement l’avenir de la vie sexuelle et des projets de procréation. Tandis qu’un inceste maternel réalisé est producteur ou produit de psychose. Cet inceste primaire, tabou de tous les tabous, va dans le sens de la dévoration, du ré-engloutissement anéantissant dans le ventre maternel, objet de terreur et paradis perdu de la fusion-confusion. C’est un acte de folie à deux. La captation régressive de la mère archaïque, comme la pulsion de mort, tirent toutes deux vers l’indifférenciation. Cette distinction me permet de rétablir la vérité d’un propos qu’une personne malhonnête, haineuse de la psychanalyse, avait détaché de son contexte, dans le but d’attaquer les psychanalystes et la psychanalyse".